# Trichillurges olivaceus
Trichillurges olivaceus là một loài bọ cánh cứng trong họ Cerambycidae.